# Pitcairnia glymiana
Pitcairnia glymiana är en gräsväxtart som beskrevs av Karl Heinrich Koch. Pitcairnia glymiana ingår i släktet Pitcairnia och familjen Bromeliaceae. Inga underarter finns listade i Catalogue of Life.